# Orimarga subspeciosa
Orimarga subspeciosa är en tvåvingeart som beskrevs av Alexander 1962. Orimarga subspeciosa ingår i släktet Orimarga och familjen småharkrankar.
Artens utbredningsområde är Bolivia. Inga underarter finns listade i Catalogue of Life.